# Pedro de Heredia
Pedro de Heredia (Madrid, 1484 - 27 de enero de 1554) fue un adelantado, conquistador, fundador de la ciudad de Cartagena de Indias, primer gobernador de la mismay explorador tanto del Caribe como de los Andes actualmente colombianos (Antioquia y norte de Tolima).

## Biografía
De familia noble, en su juventud Pedro de Heredia se trabó en lucha contra unos contendientes, de donde salió malherido en la nariz. Esta le fue arreglada por un médico famoso de la Corte, pero Heredia, en venganza, mató a todos sus atacantes y tuvo que huir a las Indias para evadir la justicia que lo reclamaba. Se estableció en Santo Domingo y se dedicó a las labores agrícolas. De allí pasó a Santa Marta, en Tierra Firme, como teniente del gobernador Pedro Badillo, donde se enriqueció por el intercambio con los indios de baratijas (cascabeles, espejos, gorros colorados) por oro. 
Llevó a España sus riquezas y capituló en la Corte la conquista y población de la costa de Tierra Firme, desde las bocas del Magdalena hasta el río Atrato. Las capitulaciones fueron firmadas el 5 de junio de 1532 en Tordesillas por la reina Isabel de Portugal, en ausencia de su esposo el Rey. De acuerdo a una carta escrita por el propio Pedro de Heredia en abril de 1533 y dirigida al Rey Carlos V, Heredia llegó como Gobernador a Cartagena el 14 de enero de 1533. Esa misma carta ayudó a aclarar con el paso del tiempo la polémica fecha de la fundación de Cartagena de Indias, mal entendida a partir de los textos de Gonzalo Fernández de Oviedo como el 20 de enero de 1533, día de San Sebastián, pero que, tal como lo probó la Academia de la Historia de Cartagena de Indias, fue el 1 de junio de 1533, puesto que el mismo Heredia así lo anuncia en abril de ese año desde Zamba, cuando empezaba la temporada de lluvias y regresaba a Calamarí o Calamar, el primer poblado que encontró en enero de 1533. Heredia llegó acompañado de la india Catalina, natural de Zamba, población de etnia mokaná, de donde fue raptada y llevada a Santo Domingo, donde se volvió ladina o experta en el castellano y la religión católica, como lo afirman desde el siglo XVI los cronistas y compiladores.
Los indios calamaríes deciden montar una emboscada a los invasores. En el sitio donde se hallaba Calamarí, Heredia notó la falta de agua, aridez y escasa vegetación. Corinche dijo a Heredia que en la zona de Yurbaco (véase Turbaco) había agua y climas más templados. Marchando hacia Yurbaco, Heredia cruzó toda suerte de malezas. Y al llegar a Yurbaco, lo recibió una comitiva de indios preparados para atacarle. Corinche desapareció, y de esa batalla en Yurbaco salió ileso.Habiendo casi aniquilado a los nativos en esa batalla, regresó a Calamarí, y ese primero de junio de 1533 tumbó la choza del jefe y clavó una estaca con un letrero que rezaba "San Sebastián de Calamar", como recordatorio del primer día que llegaron a la zona y los indios calamaríes que la habitaron. Para fines de 1533, todos estaban de acuerdo con Juan de la Cosa para que la ciudad fuera rebautizada y, en efecto, fue cambiada por Cartagena de Indias.
Heredia levantó las primeras edificaciones, enviando con el capellán que iba en su flota una petición a la Casa de Contratación para que enviaran monjes, albañiles y provisiones para levantar la ciudad. El poblado que Heredia desarrolló, era al principio de madera, y siempre corrió riesgo de incendio (uno de ellos llegaría a consumir la mitad de la villa en 1535, acabando casi con la existencia de la ciudad). Pero a mediados de ese año comenzaron a llegar las primeras provisiones de España, lo que le permitió a Heredia adentrarse en los pantanales de Manga, Bocagrande, Manzanillo y la zona de Crespo, hasta descubrir la Ciénaga de Tesca (de la Virgen). Habiendo hecho un camino por el pantano de Bocagrande, los primeros pobladores tuvieron acceso a la piedra de Tierrabomba, bastante liviana pero sólida para las construcciones.
Con la ciudad en marcha, Heredia procede a explorar las zonas aledañas a la Bahía de Cartagena de Indias; primero, se ocupó de asegurar la cantera de la ciudad, la Isla Tierra Bomba, y llegó a un acuerdo con los indígenas Carex que habitaban esa zona. Posteriormente se dirigió a la costa oriental de la Bahía Exterior, donde estaba la tribu Cospique, con la cual también se entendió. Finalmente, exploró la Península de Barú, donde se encontró con los Bahaire, con los que no tuvo una relación tan fluida, pero pudo evitar conflictos.
Catalina recomendó a Pedro de Heredia que no se adentrara demasiado en la selva por los peligros que ello acarreaba. Heredia obedeció a su compañera y se dedicó a explorar por mar el territorio Zenú, incluyendo las zonas de Labarcé, Golfo de Morrosquillo, Bahía de Cispatá, Arboletes, Golfo de Urabá y Puerto Obaldía, terminando de explorar la costa del Caribe colombiano. Incluso así, en 1536 autorizó a su osado hermano, Alonso de Heredia a que explorara al suroriente y sur de la nueva Provincia de Cartagena. Este comenzó a explorar las selvas y sabanas, aunque de su exploración no hay apenas datos. Aun así, parece que fundó Santa Cruz de Mompox a finales de 1537 y Santiago de Tolú en 1535. Alonso de Heredia volvió inmediatamente a Cartagena después de realizar su última expedición, pero en 1540 estaba gravemente enfermo, lo que retrasó la exploración por tierra de las zonas interiores.
En el centro ceremonial de Finzenú, gobernado por una cacica, Heredia quedó absorto al ver cómo enterraban a los muertos con sus bienes y un templo funerario adornado con estatuas grandes de madera, recubiertas de oro, colocadas una frente a otra y de las cuales pendían hamacas, donde los indígenas colocaban ofrendas a los dioses. Heredia saqueó las sepulturas y extrajo enormes cantidades de oro por muchos años, tanto que originó en los indios un refrán que decía: desgraciado el Pirú [Perú], si se descubre [primero] el Sinú. Heredia realizó muchas incursiones personalmente y por intermedio de otros, cometiendo todo tipo de atrocidades. El obispo de Cartagena, fray Tomás del Toro, lo acusó ante el Consejo de Indias, que envió al gobernador Juan de Badillo para someterlo a juicio de residencia. Este era socio de Heredia y estaba descontento con él, así que lo encarceló con Alonso, su hermano, pero los Heredia pagaron una fianza con el oro que habían traído de Antioquia. Pedro de Heredia viajó a España, donde lo absolvieron, y regresó con el título de Adelantado.
Siguió con sus incursiones conquistadoras hasta que el pirata francés Roberto Baal asaltó Cartagena de Indias y Heredia tuvo que pagar dos mil pesos de oro, por intermedio del obispo, lo que aceleró su segundo juicio de residencia. El doctor Juan de Maldonado, nombrado fiscal de la Real Audiencia, fue enviado desde España a tomarle residencia debido a las muchas acusaciones que pesaban sobre él, por los abusos cometidos durante su gobierno. Maldonado le levantó 289 capítulos por diferentes cargos, entre los que se cuentan contravenciones a las leyes, apropiación de fondos que entraban a la Caja Real por las penas de Cámara, envío fuera del país de oro sin quintar, nepotismo en el otorgamiento de cargos y encomiendas, entorpecimiento en las deliberaciones del cabildo, maltrato a indios y caciques por haberlos aperreado y quemado vivos. Sobre este último cargo, se le acusó, además, de ásperos tratamientos de indios y encomiendas de pueblos de vuestra Alteza, grandes excesos de muertes y cortamientos de labios y orejas y tetas. El proceso duró de 1553 a 1555, cuando se le encontró culpable, privándosele, por lo tanto, de la gobernación. Heredia apeló y se fugó, pero tratando de llegar clandestinamente a España para apelar la sentencia, se ahogó en la travesía.
Pedro de Heredia empezó a tener fama en España por sus proezas: sacar una ciudad adelante en medio de una playa semidesértica; terminar de explorar las costas de Tierra Firme, hasta llegar incluso a las temidas costas de Urabá, de mal recuerdo por las terribles experiencias de Nicuesa y Ojeda. Su hermano Alonso se dedicó a explorar el interior en calidad de licenciado suyo, cosa que ningún adelantado había hecho hasta ese momento. Aunque Alonso fracasó, sus intentos inspiraron expediciones posteriores a esas desconocidas zonas.
El año 2012 se ubicaron en el Archivo General de Indias (Sevilla) los dos primeros documentos que demuestran que la india Catalina fue la concubina de Pedro de Heredia en Cartagena de Indias desde su arribo en 1533 hasta 1536, año en que la india Catalina lo acusó en primer juicio de residencia en Cartagena de robar el oro de la Corona Española..

## El concordato
Aquí un extracto del concordato firmado el 5 de agosto de 1532 por Isabel de Portugal:

La Reina:
En cuánto a Vos, Don Pedro de Heredia, que habéis manifestado el deseo de servir a la Fe y a la Corona, de habitar y conquistar la Tierra Firme, desde el Río Grande de Magdalena hasta el Río Grande de Urabá y de someter a nuestro servicio y a la Corona Real los indígenas que allí viven e iluminarlos con las cosas de nuestra Fe Católica, os nombro Gobernador y Alguacil Mayor de dicho territorio, os doy licencia para construir una fortaleza en dicho territorio, os concedo doscientos ducados de salario anual, os concedo cuatro quintos del oro que hallareis en dicho territorio. Además, respecto a lo que me suplicasteis de poder declarar la guerra y vender como esclavos a los indígenas que no acepten la Fe Católica y no obedezcan lo que se debe, os ordeno actuar primeramente en las diligencias que sean necesarias y luego comunicar a la Patria, al Concejo de las Indias, las eventuales controversias. Por lo tanto, no podréis tomar ningún indígena como esclavo en dicho territorio. Este Concordato es válido durante veinte años y si vos morís primero, pasará a vuestros herederos.

## Maltrato a indígenas
Pedro de Heredia fue uno de los conquistadores más sangrientos, especialmente en sus expediciones a las tierras de los indígenas Zenú.
Fue acusado ante la corte por maltratar y quemar vivos a indígenas y caciques, apropiación de fondos, contravención a las leyes, envío fuera del país de oro sin quintar, nepotismo en el otorgamiento de cargos y encomiendas, entorpecimiento en las deliberaciones del cabildo y muchos cargos más, por lo que fue despojado de la gobernación de Cartagena de Indias y llevado a juicio; en 1554 se le declara culpable. Heredia viaja a España para pedir apelación, pero muere ahogado.

## Cartas y relaciones escritas
Pedro de Heredia es uno de los primeros en documentar la conquista del Reino de la Nueva Granada y Nueva Andalucía. En 1533, el entonces fundador y primer gobernante de Cartagena de Indias escribió las cartas y relaciones escritas al emperador Carlos V, donde manifestaba la disposición para construir el actual Castillo San Felipe de Barajas:

La construcción de una fortaleza en Cartagena. (De una carta al Emperador Carlos V.)
Sacra, Cesárea, Católica Majestad:
Por otras mías que V. M. tengo escritas he dado relación como en esta ciudad estamos a mucho riesgo de corsarios, a causa de haber muchas partes donde poder desembarcar fuera del puerto, y puédese guardar mal y con dificultad. Podríase hacer una fortaleza en un cabo de la ciudad, donde más convenga, que tuviese adentro agua dulce, porque se asegurase todo, así de los de la ciudad como de los navíos que viniesen... Con que V. M., fuese servido de dar para ello (la construcción) veinte piezas de negros y negras (podría hacerse) porque los materiales se han descubierto cerca y se pueden traer a poca costa y trabajo y los negros podrían ser sustentados de los pueblos de V. M., que aquí hay. Y es cosa muy necesaria la dicha fortaleza, como lo es asimismo en Santa María y Nombre de Dios y otras partes... Los despachos que V. M. mandó se recibieron el cuatro del presente y con ellos recibí asimismo la merced de la licencia que V. M. me envía para que me vaya a curar a Castilla. Por lo cual, beso los reales pies de V. M. cuya sacra, cesárea católica, real persona, Nuestro Señor guarde y ensalce con aumento de más reinos y señoríos y victoria de los enemigos, como los vasallos de V. M. estamos obligados a lo desear. De Cartagena, 14 de junio de 1533 años.
De V. S. C. C. Majestad el menor vasallo que sus reales pies besa.
Don Pedro de Heredia